# Tegalrejo
Tegalrejo ist ein Distrikt (Kecamatan) innerhalb der Stadt (Kota) Yogyakarta, die Hauptstadt der gleichnamigen Sonderregion im Süden der Insel Java ist. Der Kecamatan liegt im Nordwesten der Hauptstadt und grenzt im Norden an den Regierungsbezirk (Kabupaten) Sleman und im Westen an den Regierungsbezirk Bantul, er hat ansonsten stadtinterne Kelurahan als Nachbarn. Ende 2021 hatte der Distrikt etwa 47.000 Einwohner auf knapp 3 km² Fläche.

## Verwaltungsgliederung
Der Kecamatan (auch Kemantren genannt) gliedert sich in vier städtische Kelurahan:
| PUM-Code 1    | Kelurahan      | Fläche (km²) | Bevölkerung zur Volkszählung 2 | Bevölkerung zur Volkszählung 2 | Bevölkerung zur Volkszählung 2 | Bevölkerung zur Volkszählung 2 | Bevölkerung zur Volkszählung 2 | Bevölkerung zur Volkszählung 2 | RW/ RT 4 |
| PUM-Code 1    | Kelurahan      | Fläche (km²) | 2000                           | 2010                           | Männer                         | Frauen                         | 2020                           | Dichte 3                       | RW/ RT 4 |
| ------------- | -------------- | ------------ | ------------------------------ | ------------------------------ | ------------------------------ | ------------------------------ | ------------------------------ | ------------------------------ | -------- |
| 34.71.01.1001 | Kricak         | 0,82         | 12.263                         | 12.393                         | 6.310                          | 6.426                          | 12.736                         | 15.531,7                       | 13/61    |
| 34.71.01.1002 | Karangwaru     | 0,70         | 9.884                          | 9.346                          | 4.344                          | 4.530                          | 8.874                          | 12.677,1                       | 14/56    |
| 34.71.01.1003 | Tegalrejo      | 0,82         | 8.626                          | 8.268                          | 3.991                          | 4.295                          | 8.286                          | 10.104,9                       | 12/47    |
| 34.71.01.1004 | Bener          | 0,57         | 4.375                          | 4.916                          | 2.306                          | 2.417                          | 4.723                          | 8.286,0                        | 7/26     |
| 34.71.01      | Kec. Tegalrejo | 2,91         | 35.148                         | 34.923                         | 16.951                         | 17.668                         | 34.619                         | 11.896,6                       | 46/190   |

## Demographie
Grobeinteilung der Bevölkerung nach Altersgruppen (zum Zensus 2020)
| Altersgruppen | Männer | Frauen | zusammen |
| ------------- | ------ | ------ | -------- |
| 0–14          | 3.457  | 3.427  | 6.884    |
| 15–64         | 12.106 | 12.479 | 24.585   |
| 65+           | 1.388  | 1.762  | 3.130    |
| gesamt        | 16.951 | 17.668 | 34.619   |
| anteilig (%)  |        |        |          |
| 0–14          | 20,39  | 19,40  | 19,89    |
| 15–64         | 71,42  | 70,63  | 71,02    |
| 65+           | 8,19   | 9,97   | 9,10     |

### Bevölkerungsentwicklung
In den Ergebnissen der sieben Volkszählungen seit 1961 ist folgende Entwicklung ersichtlich:
| Einheit/Jahr       | 1961         | 1971         | 1980         | 1990         | 2000         | 2010         | 2020         |
| ------------------ | ------------ | ------------ | ------------ | ------------ | ------------ | ------------ | ------------ |
| Kec Tegalrejo      | 16.106       | 19.304       | 26.624       | 32.168       | 35.148       | 34.923       | 34.619       |
| Kota Yogyakarta    | 306.296      | 340.491      | 398.089      | 412.059      | 396.711      | 388.627      | 373.589      |
| Sonderregion DIY00 | 00 2.231.062 | 00 2.487.177 | 00 2.750.025 | 00 2.912.611 | 00 3.120.478 | 00 3.457.491 | 00 3.66.8719 |